# تيريل فليتشير
تيريل فليتشير (بالإنجليزية: Terrell Fletcher)‏ هو لاعب كرة قدم أمريكية أمريكي، ولد في 14 سبتمبر 1973 في سانت لويس في الولايات المتحدة.

## وصلات خارجية
- تيريل فليتشير على موقع مرجع كرة القدم المحترفة.كوم (الإنجليزية)